# Консегюд
Консегюд (фр. Conségudes) — коммуна на юго-востоке Франции в регионе Прованс — Альпы — Лазурный берег, департамент Приморские Альпы, округ Грас, кантон Ванс. До марта 2015 года коммуна административно входила в состав упразднённого кантона Курсегуль (округ Грас).
Площадь коммуны — 12,47 км², население — 77 человек (2006) с тенденцией к росту: 93 человека (2012), плотность населения — 7,5 чел/км².

## Население
Население коммуны в 2011 году составляло 88 человек, а в 2012 году — 93 человека.
Динамика численности населения:
| 1962 | 1968 | 1975 | 1982 | 1990 | 1999 | 2006 | 2007 | 2008 | 2009 | 2010 | 2011 | 2012 |
| ---- | ---- | ---- | ---- | ---- | ---- | ---- | ---- | ---- | ---- | ---- | ---- | ---- |
| 96   | 91   | 64   | 59   | 57   | 63   | 77   | 79   | 81   | 83   | 82   | 88   | 93   |

## Экономика
В 2010 году из 54 человек трудоспособного возраста (от 15 до 64 лет) 41 были экономически активными, 13 — неактивными (показатель активности 75,9 %, в 1999 году — 64,3 %). Из 41 активных трудоспособных жителей работали 35 человек (25 мужчин и 10 женщин), 6 числились безработными (4 мужчины и 2 женщины). Среди 13 трудоспособных неактивных граждан 2 были учениками либо студентами, 6 — пенсионерами, а ещё 5 — были неактивны в силу других причин.